# بيتريش
بيتريش هي قرية تقع في إقليم أراد في رومانيا. تبعد عن أراد 106 كم.

## السكان
حسب إحصائيات 2002 بلغ عدد سكان القرية 1,871 نسمة.